# Joaquín Cerezo
Joaquín Eduardo Cerezo Julio (* 5. März 1994 in Coquimbo) ist ein ehemaliger chilenischer Fußballspieler.

## Karriere
Joaquín Cerezo war in der Jugend von Deportes La Serena und wechselte in die U19-Mannschaft beim CD O’Higgins. Dort schaffte er es ins Profiteam, wo er im Kader der Meistermannschaft bei der Apertura 2013/14 stand. Er selbst kam aber nicht zum Einsatz, sondern seinen einzig bekannten Profieinsatz hatte der Abwehrspieler bei Coquimbo Unido. Im Jahr 2016 wechselte er nach Schweden zu Friska Viljor FC.

## Erfolge
O’Higgins
- Chilenischer Meister: 2013/14-A